# 甘 (夏朗德省)
甘村（法語：Guimps，法語發音：[ɡɛ̃]）是法国夏朗德省的一个市镇，位于该省西南部，和滨海夏朗德省接壤，属于干邑区。

## 地理
甘村（45°27'48"N, 0°14'49"W）面积12.6 平方千米，位于法国新阿基坦大区夏朗德省，该省份为法国西部内陆省份，北起德塞夫勒省和维埃纳省，东临上维埃纳省，东南至多尔多涅省，南至多爾多涅省，西接滨海夏朗德省。
与甘村接壤的市镇（或旧市镇、城区）包括：巴雷、布里苏萨尔希亚克、圣西耶香槟、圣欧仁、蒙梅拉克。
甘村的时区为UTC+01:00、UTC+02:00（夏令时）。

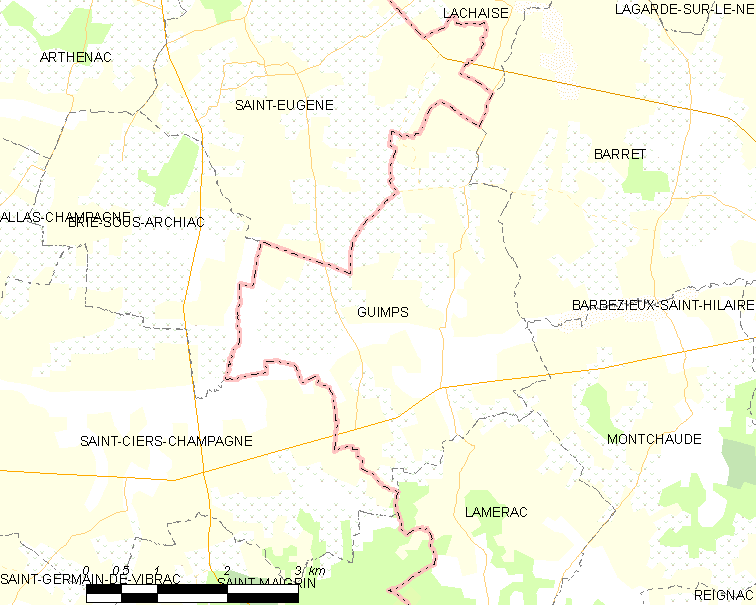
甘村的OSM定位图

## 行政
甘村的邮政编码为16300，INSEE市镇编码为16160。

## 政治
甘村所属的省级选区为夏朗德南县。

## 交通
夏朗德省省道D3线、D125线和D430线在甘村境内交汇。

## 人口

1962-2008年间甘村人口变化图示

甘村于2022年1月1日时的人口数量为495人。